# Nibea chui
Nibea chui és una espècie de peix de la família dels esciènids i de l'ordre dels perciformes.

## Morfologia
- Els mascles poden assolir 40 cm de longitud total.[4][5]

## Alimentació
Menja principalment invertebrats.

## Hàbitat
És un peix marí i de clima temperat.

## Distribució geogràfica
Es troba a l'oceà Pacífic nord-occidental: la Xina, Corea i el Japó.

## Observacions
És inofensiu per als humans.